# Saison NBA 1975-1976
Navigation
Saison 1974-1975 Saison 1976-1977
La saison NBA 1975-1976 est la 27e saison de la NBA (la 30e en comptant les trois saisons de BAA). Les Celtics de Boston remportent le titre NBA en battant en finale les Phoenix Suns 4 victoires à 2.

## Faits notables
- Le All-Star Game 1976 s'est déroulé à The Spectrum à Philadelphie, où les All-Star de l'Est ont battu les All-Star de l'Ouest 123-109. Dave Bing (Washington Bullets) a été élu Most Valuable Player.
- Larry O'Brien devient le 3e commissaire dans l'histoire de la NBA.
- Les Kansas City-Omaha Kings sont renommés Kansas City Kings en s'installant définitivement à Kansas City.
- Cette saison est la dernière avant la fusion NBA-ABA.

## Classements de la saison régulière
| Champion de division | Qualifié pour les playoffs | Non qualifié pour les playoffs |

### Par division
| Division Atlantique   | V  | D  | PCT  | GB |
| --------------------- | -- | -- | ---- | -- |
| Celtics de Boston C   | 54 | 28 | 65.9 | -  |
| 76ers de Philadelphie | 46 | 36 | 56.1 | 8  |
| Braves de Buffalo     | 46 | 36 | 56.1 | 8  |
| Knicks de New York    | 38 | 44 | 46.3 | 16 |

| Division Centrale           | V  | D  | PCT  | GB |
| --------------------------- | -- | -- | ---- | -- |
| Cavaliers de Cleveland      | 49 | 33 | 59.8 | -  |
| Bullets de Washington       | 48 | 34 | 58.5 | 1  |
| Rockets de Houston          | 40 | 42 | 48.8 | 9  |
| Jazz de La Nouvelle-Orléans | 38 | 44 | 46.3 | 11 |
| Hawks d'Atlanta             | 29 | 53 | 35.4 | 20 |

| Division Midwest     | V  | D  | PCT  | GB |
| -------------------- | -- | -- | ---- | -- |
| Bucks de Milwaukee   | 38 | 44 | 46.3 | -  |
| Pistons de Détroit   | 36 | 46 | 43.9 | 2  |
| Kings de Kansas City | 31 | 51 | 37.8 | 7  |
| Bulls de Chicago     | 24 | 58 | 29.3 | 14 |

| Division Pacifique        | V  | D  | PCT  | GB |
| ------------------------- | -- | -- | ---- | -- |
| Warriors de Golden State  | 59 | 23 | 72.0 | -  |
| SuperSonics de Seattle    | 43 | 39 | 52.4 | 16 |
| Suns de Phoenix           | 42 | 40 | 51.2 | 17 |
| Lakers de Los Angeles     | 40 | 42 | 48.8 | 19 |
| Trail Blazers de Portland | 37 | 45 | 45.1 | 22 |

### Par conférence
| Conférence Est | Conférence Est              | Conférence Est | Conférence Est | Conférence Est |
| No             | Franchise                   | Vic.           | Déf.           | PCT            |
| -------------- | --------------------------- | -------------- | -------------- | -------------- |
| 1              | Celtics de Boston C         | 54             | 28             | 65.9           |
| 2              | Cavaliers de Cleveland      | 49             | 33             | 59.8           |
| 3              | Bullets de Washington       | 48             | 34             | 58.5           |
| 4              | 76ers de Philadelphie       | 46             | 36             | 56.1           |
| 5              | Braves de Buffalo           | 46             | 36             | 56.1           |
|                |                             |                |                |                |
| 6              | Rockets de Houston          | 40             | 42             | 48.8           |
| 7              | Knicks de New York          | 38             | 44             | 46.3           |
| 8              | Jazz de La Nouvelle-Orléans | 38             | 44             | 46.3           |
| 9              | Hawks d'Atlanta             | 29             | 53             | 35.4           |

| Conférence Ouest | Conférence Ouest          | Conférence Ouest | Conférence Ouest | Conférence Ouest |
| No               | Franchise                 | Vic.             | Déf.             | PCT              |
| ---------------- | ------------------------- | ---------------- | ---------------- | ---------------- |
| 1                | Warriors de Golden State  | 59               | 23               | 72.0             |
| 2                | SuperSonics de Seattle    | 43               | 39               | 52.4             |
| 3                | Suns de Phoenix           | 42               | 40               | 51.2             |
| 4                | Bucks de Milwaukee        | 38               | 44               | 46.3             |
| 5                | Pistons de Détroit        | 36               | 46               | 43.9             |
|                  |                           |                  |                  |                  |
| 6                | Lakers de Los Angeles     | 40               | 42               | 48.8             |
| 7                | Trail Blazers de Portland | 37               | 45               | 45.1             |
| 8                | Kings de Kansas City      | 31               | 51               | 37.8             |
| 9                | Bulls de Chicago          | 24               | 58               | 29.3             |

C - Champions NBA

## Playoffs
|  | Premier tour     | Premier tour          | Premier tour             |                        |   | Demi-finales de Conférence | Demi-finales de Conférence | Demi-finales de Conférence |  |   | Finales de Conférence    | Finales de Conférence | Finales de Conférence |   |  | Finales NBA | Finales NBA | Finales NBA |
|  |                  |                       |                          |                        |   |                            |                            |                            |  |   |                          |                       |                       |   |  |             |             |             |
|  |                  |                       |                          |                        |   |                            |                            |                            |  |   |                          |                       |                       |   |  |             |             |             |
|  |                  | 1                     | Celtics de Boston        | 4                      |   |                            |                            |                            |  |   |                          |                       |                       |   |  |             |             |             |
|  |                  |                       |                          | 4                      |   |                            |                            |                            |  |   |                          |                       |                       |   |  |             |             |             |
|  |                  |                       | 5                        | Braves de Buffalo      | 2 |                            |                            |                            |  |   |                          |                       |                       |   |  |             |             |             |
|  | 4                | 76ers de Philadelphie | 5                        | Braves de Buffalo      | 2 | 1                          |                            |                            |  |   |                          |                       |                       |   |  |             |             |             |
|  | 4                | 76ers de Philadelphie |                          |                        |   | 1                          |                            |                            |  |   |                          |                       |                       |   |  |             |             |             |
|  | 5                | Braves de Buffalo     | 2                        |                        |   |                            |                            |                            |  |   |                          |                       |                       |   |  |             |             |             |
|  | 5                | Braves de Buffalo     | 2                        |                        |   |                            |                            |                            |  | 1 | Celtics de Boston        | 4                     |                       |   |  |             |             |             |
|  | Conférence Est   |                       |                          |                        |   |                            |                            |                            |  | 1 | Celtics de Boston        | 4                     |                       |   |  |             |             |             |
|  |                  | 2                     | Cavaliers de Cleveland   | 2                      |   |                            |                            |                            |  |   |                          |                       |                       |   |  |             |             |             |
|  |                  | 2                     | Cavaliers de Cleveland   | 2                      |   |                            |                            |                            |  |   |                          |                       |                       |   |  |             |             |             |
|  |                  |                       |                          |                        |   |                            |                            |                            |  |   |                          |                       |                       |   |  |             |             |             |
|  |                  |                       |                          |                        |   |                            |                            |                            |  |   |                          |                       |                       |   |  |             |             |             |
|  |                  | 3                     | Bullets de Washington    | 3                      |   |                            |                            |                            |  |   |                          |                       |                       |   |  |             |             |             |
|  |                  |                       |                          | 3                      |   |                            |                            |                            |  |   |                          |                       |                       |   |  |             |             |             |
|  |                  |                       | 2                        | Cavaliers de Cleveland | 4 |                            |                            |                            |  |   |                          |                       |                       |   |  |             |             |             |
|  |                  |                       | 2                        | Cavaliers de Cleveland | 4 |                            |                            |                            |  |   |                          |                       |                       |   |  |             |             |             |
|  |                  |                       |                          |                        |   |                            |                            |                            |  |   |                          |                       |                       |   |  |             |             |             |
|  |                  |                       |                          |                        |   |                            |                            |                            |  |   |                          |                       |                       |   |  |             |             |             |
|  |                  |                       |                          |                        |   |                            |                            |                            |  |   |                          | E1                    | Celtics de Boston     | 4 |  |             |             |             |
|  |                  |                       |                          |                        |   |                            |                            |                            |  |   |                          |                       |                       |   |  |             |             |             |
|  |                  | O3                    | Suns de Phoenix          | 2                      |   |                            |                            |                            |  |   |                          |                       |                       |   |  |             |             |             |
|  |                  | O3                    | Suns de Phoenix          | 2                      |   |                            |                            |                            |  |   |                          |                       |                       |   |  |             |             |             |
|  |                  |                       |                          |                        |   |                            |                            |                            |  |   |                          |                       |                       |   |  |             |             |             |
|  |                  |                       |                          |                        |   |                            |                            |                            |  |   |                          |                       |                       |   |  |             |             |             |
|  |                  | 1                     | Warriors de Golden State | 4                      |   |                            |                            |                            |  |   |                          |                       |                       |   |  |             |             |             |
|  |                  |                       |                          | 4                      |   |                            |                            |                            |  |   |                          |                       |                       |   |  |             |             |             |
|  |                  |                       | 5                        | Pistons de Détroit     | 2 |                            |                            |                            |  |   |                          |                       |                       |   |  |             |             |             |
|  | 4                | Bucks de Milwaukee    | 5                        | Pistons de Détroit     | 2 | 1                          |                            |                            |  |   |                          |                       |                       |   |  |             |             |             |
|  | 4                | Bucks de Milwaukee    |                          |                        |   | 1                          |                            |                            |  |   |                          |                       |                       |   |  |             |             |             |
|  | 5                | Pistons de Détroit    | 2                        |                        |   |                            |                            |                            |  |   |                          |                       |                       |   |  |             |             |             |
|  | 5                | Pistons de Détroit    | 2                        |                        |   |                            |                            |                            |  | 1 | Warriors de Golden State | 3                     |                       |   |  |             |             |             |
|  | Conférence Ouest |                       |                          |                        |   |                            |                            |                            |  | 1 | Warriors de Golden State | 3                     |                       |   |  |             |             |             |
|  |                  | 3                     | Suns de Phoenix          | 4                      |   |                            |                            |                            |  |   |                          |                       |                       |   |  |             |             |             |
|  |                  | 3                     | Suns de Phoenix          | 4                      |   |                            |                            |                            |  |   |                          |                       |                       |   |  |             |             |             |
|  |                  |                       |                          |                        |   |                            |                            |                            |  |   |                          |                       |                       |   |  |             |             |             |
|  |                  |                       |                          |                        |   |                            |                            |                            |  |   |                          |                       |                       |   |  |             |             |             |
|  |                  | 3                     | Suns de Phoenix          | 4                      |   |                            |                            |                            |  |   |                          |                       |                       |   |  |             |             |             |
|  |                  |                       |                          | 4                      |   |                            |                            |                            |  |   |                          |                       |                       |   |  |             |             |             |
|  |                  |                       | 2                        | SuperSonics de Seattle | 2 |                            |                            |                            |  |   |                          |                       |                       |   |  |             |             |             |
|  |                  |                       | 2                        | SuperSonics de Seattle | 2 |                            |                            |                            |  |   |                          |                       |                       |   |  |             |             |             |
|  |                  |                       |                          |                        |   |                            |                            |                            |  |   |                          |                       |                       |   |  |             |             |             |

## Conférence Ouest

### Premier tour
(4) Milwaukee Bucks contre (5) Detroit Pistons:
Les Pistons remportent la série 2-1
- Game 1 @ Milwaukee:  Milwaukee 110, Detroit 107
- Game 2 @ Detroit:  Detroit 126, Milwaukee 123
- Game 3 @ Milwaukee:  Detroit 107, Milwaukee 104

### Demi-finale de Conférence
(1) Golden State Warriors contre (5) Detroit Pistons:
Les Warriors remportent la série 4-2
- Game 1 @ Golden State:  Golden State 127, Detroit 103
- Game 2 @ Golden State:  Detroit 123, Golden State 111
- Game 3 @ Los Angeles:  Golden State 113, Detroit 96
- Game 4 @ Los Angeles:  Detroit 106, Golden State 102
- Game 5 @ Golden State:  Golden State 128, Detroit 109
- Game 6 @ Los Angeles:  Golden State 118, Detroit 116

(2) Seattle SuperSonics contre (3) Phoenix Suns:
Les Suns remportent la série 4-2
- Game 1 @ Seattle:  Seattle 102, Phoenix 99
- Game 2 @ Seattle:  Phoenix 116, Seattle 111
- Game 3 @ Phoenix:  Phoenix 103, Seattle 91
- Game 4 @ Phoenix:  Phoenix 130, Seattle 114
- Game 5 @ Seattle:  Seattle 114, Phoenix 108
- Game 6 @ Phoenix:  Phoenix 123, Seattle 112

### Finale de Conférence
(1) Golden State Warriors contre (3) Phoenix Suns:
Les Suns remportent la série 4-3
- Game 1 @ Golden State:  Golden State 128, Phoenix 103
- Game 2 @ Golden State:  Phoenix 108, Golden State 101
- Game 3 @ Phoenix:  Golden State 99, Phoenix 91
- Game 4 @ Phoenix:  Phoenix 133, Golden State 129
- Game 5 @ Golden State: Golden State 111, Phoenix 95
- Game 6 @ Phoenix: Phoenix 105, Golden State 104
- Game 7 @ Golden State: Phoenix 94, Golden State 86

## Conférence Est

### Premier tour
(4) Philadelphia 76ers contre (5) Buffalo Braves:
Les Braves remportent la série 2-1
- Game 1 @ Philadelphia:  Buffalo 95, Philadelphia 89
- Game 2 @ Buffalo:  Philadelphia 131, Buffaloo 106
- Game 3 @ Philadelphia: Buffalo 124, Philadelphia 123

### Demi-finales de Conférence
(1) Celtics de Boston contre (4) Buffalo Braves:
Les Celtics remportent la série 4-2
- Game 1 @ Boston:  Boston 107, Buffalo 98
- Game 2 @ Boston:  Boston 101, Buffalo 96
- Game 3 @ Buffalo:  Buffalo 98, Boston 93
- Game 4 @ Buffalo:  Buffalo 124, Boston 122
- Game 5 @ Boston:  Boston 99, Buffalo 88
- Game 6 @ Buffalo:  Boston 104, Buffalo 100

(2) Cleveland Cavaliers contre (3) Washington Bullets:
Les Cavaliers remportent la série 4-3
- Game 1 @ Cleveland:  Washington 100, Cleveland 95
- Game 2 @ Washington:  Cleveland 80, Washington 79
- Game 3 @ Cleveland:  Cleveland 88, Washington 76
- Game 4 @ Washington:  Washington 109, Cleveland 98
- Game 5 @ Cleveland:  Cleveland 92, Washington 91
- Game 6 @ Washington:  Washington 102, Cleveland 98
- Game 7 @ Cleveland: Cleveland 87, Washington 85

### Finale de Conférence
(1) Celtics de Boston contre (2) Cleveland Cavaliers:
Les Celtics remportent la série 4-2
- Game 1 @ Boston:  Boston 111, Cleveland 99
- Game 2 @ Boston:  Boston 94, Cleveland 89
- Game 3 @ Cleveland:  Cleveland 83, Boston 78
- Game 4 @ Cleveland:  Cleveland 106, Boston 87
- Game 5 @ Boston:  Boston 99, Cleveland 94
- Game 6 @ Cleveland:  Boston 94, Cleveland 87

## Finales NBA
(1) Celtics de Boston contre (3) Phoenix Suns:
Les Celtics remportent la série 4-2
- Game 1 @ Boston:  Boston 98, Phoenix 87
- Game 2 @ Boston:  Boston 105, Phoenix 90
- Game 3 @ Phoenix:  Phoenix 105, Boston 98
- Game 4 @ Phoenix:  Phoenix 109, Boston 107
- Game 5 @ Boston:  Boston 128, Phoenix 126
- Game 6 @ Phoenix:  Boston 87, Phoenix 80

## Leaders de la saison régulière
| Catégorie                  | Joueur              | Équipe                | Statistique |
| -------------------------- | ------------------- | --------------------- | ----------- |
| Points par match           | Bob McAdoo          | Buffalo Braves        | 31.1        |
| Rebonds par match          | Kareem Abdul-Jabbar | Los Angeles Lakers    | 16.9        |
| Passes décisives par match | Slick Watts         | Seattle SuperSonics   | 8.1         |
| Interceptions par match    | Slick Watts         | Seattle SuperSonics   | 3.2         |
| Contres par match          | Kareem Abdul-Jabbar | Los Angeles Lakers    | 4.1         |
| % aux tirs                 | Wes Unseld          | Washington Bullets    | 56.1        |
| % aux lancers-francs       | Rick Barry          | Golden State Warriors | 92.3        |

## Récompenses individuelles
- Most Valuable Player : Kareem Abdul-Jabbar, Los Angeles Lakers
- Rookie of the Year : Alvan Adams, Phoenix Suns
- Coach of the Year : Bill Fitch, Cleveland Cavaliers
- Executive of the Year : Jerry Colangelo, Phoenix Suns
- J.Walter Kennedy Sportsmanship Award : Slick Watts, Seattle SuperSonics

- All-NBA First Team :
  - Rick Barry, Golden State Warriors
  - George McGinnis, Philadelphia 76ers
  - Kareem Abdul-Jabbar, Los Angeles Lakers
  - Nate Archibald, Kansas City Kings
  - Pete Maravich, New Orleans Jazz

- All-NBA Second Team :
  - Elvin Hayes, Washington Bullets
  - John Havlicek, Celtics de Boston
  - Dave Cowens, Celtics de Boston
  - Randy Smith, Buffalo Braves
  - Phil Smith, Golden State Warriors

- NBA All-Rookie Team :
  - Joe Meriweather, Houston Rockets
  - Alvan Adams, Phoenix Suns
  - Lionel Hollins, Portland TrailBlazers
  - John Shumate, Phoenix Suns/Buffalo Braves
  - Gus Williams, Golden State Warriors

- NBA All-Defensive First Team :
  - Paul Silas, Celtics de Boston
  - John Havlicek, Celtics de Boston
  - Dave Cowens, Celtics de Boston
  - Norm Van Lier, Chicago Bulls
  - Slick Watts, Seattle SuperSonics

- NBA All-Defensive Second Team :
  - Jim Brewer, Cleveland Cavaliers
  - Jamaal Wilkes, Golden State Warriors
  - Kareem Abdul-Jabbar, Los Angeles Lakers
  - Jim Cleamons, Cleveland Cavaliers
  - Phil Smith, Golden State Warriors

- MVP des Finales : Jo Jo White, Boston Celtics